# Dingwall (Scozia)

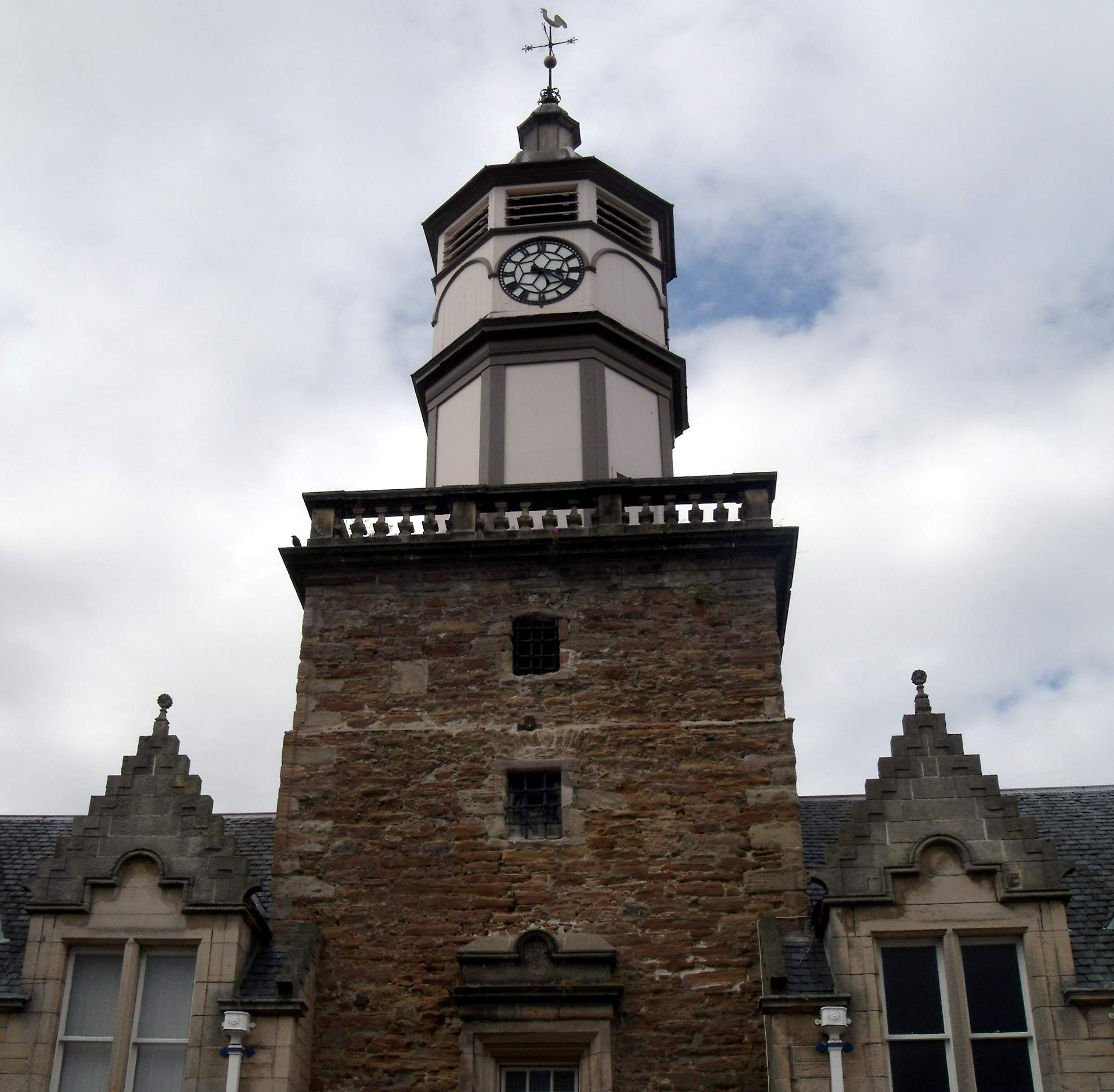
L'antico municipio di Dingwall

Dingwall (in Scots: Dingwal; in gaelico scozzese: Inbhir Pheofharain) è una cittadina di circa 5.500 abitanti della costa nord-orientale della Scozia, facente parte dell'area amministrativa dell'Highland (contea tradizionale: Ross-shire) ed affacciata sul Cromarty Firth (un tratto del Moray Firth).

## Geografia fisica

### Territorio
Dingwall si trova a circa 25 km a nord/nord-ovest di Inverness e a circa 10 km  a nord di Muir of Ord.

## Origini del nome
Il toponimo Dingwall deriva dall'antico nordico Þingvöllr, che significa letteralmente "terreno/campo (völlr) del parlamento (þing).

## Storia
La località era in origine un insediamento vichingo.
La cittadina si sviluppò in seguito attorno ad un castello realizzato nel XIII secolo.
Nel 1226 acquisì lo status di burgh.
A partire dal 1820, Dingwall si sviluppò anche come località portuale. Il porto di Dingwall fu realizzato su progetto di Thomas Telford.

## Monumenti e luoghi d'interesse

### Architetture militari

#### Castello di Dingwall
|  |

## Società

### Evoluzione demografica
Al censimento del 2011, Dingwall contava una popolazione pari a 5.491 abitanti. Nel 2001 ne contava invece 5.209, mentre nel 1991 ne contava 4.918.

## Economia
Nella cittadina è presente la distilleria di whisky e gin scozzese di Glenwyvis.

## Sport
- Ross County Football Club[6]